# Synagoga w Knyszynie
Synagoga w Knyszynie – nieistniejąca drewniana synagoga, znajdująca się w Knyszynie przy ulicy Tykockiej.
Synagoga została zbudowana w XVIII wieku, najprawdopodobniej zaraz po powstaniu gminy żydowskiej. W 1915 roku podczas pożaru miasta synagoga doszczętnie spłonęła i nie została już odbudowana.